# スカーブラ (イングランド)
スカーブラ（Scarborough [ˈskɑːb(ə)rə]、スカーバラ）は、イングランド・ノース・ヨークシャーの北海海岸沿いのタウン。行政上はバラ・オブ・スカーブラに属している。
歴史的にはノース・ライディング・オブ・ヨークシャーの一部で、現在の町は海抜3〜70メートルの高さに、北側、西側の大理石の崖にせりあがるように位置している。港の周辺が旧市街である。
ノース・ヨークシャーでは大規模な居住エリアの一つである。タウンの人口は約50,000人で、ヨークシャー海岸では最大の休日のリゾート地である。周辺のスカルビーやイーストフィールドを含んだ都市エリアの人口は、2001年時点で57,649人であった。
町は場所によって様々な顔を持っており、居住地区、商業地区、漁村、サービス産業、デジタル経済などのエリアが存在しているが、全体としては、イングランド東海岸の主要な行楽地である。公式にではないが、しばしば「北のブライトン」と呼ばれることがある。町の住民は「スカーボリアン（Scarborian）」と呼ばれている。
民謡「スカボロー・フェア」で知られる大規模な市が古く開かれていたことでも有名。

## 出身人物
- ウィリアム・クローフォード・ウィリアムソン - 博物学者
- ジョージ・ケイリー - 航空工学者
- ジョナサン・グリーニング - サッカー選手
- ジョン・ヒック - 宗教哲学者、神学者
- チャールズ・ロートン - 俳優、映画監督
- ビル・ニコルソン - サッカー選手、監督
- フレデリック・レイトン - 画家、彫刻家
- ペネロープ・ウィルトン - 女優
- ベン・キングズレー - 俳優
- ポール・イングル - プロボクサー、IBF世界フェザー級王者
- ゾーイ・オルドクロフト - 女子ラグビー選手

## 姉妹都市
- アイルランド ケア (Cahir)